# 全インドサッカー連盟
全インドサッカー連盟（ぜんインドサッカーれんめい、英語: All India Football Federation、ヒンディー語: अखिल भारतीय फुटबॉल संघ、略称: AIFF）は、インド国内全体のサッカーを統括する組織である。1937年に設立され、国際サッカー連盟（FIFA）にはインド独立の翌年である1948年に加盟した。1954年に設立されたアジアサッカー連盟（AFC）の創設メンバーでもある。
全インドサッカー連盟は男子代表や女子代表、さらにU-23代表をはじめとする国内サッカーのナショナルチームを組織している他、インディアン・スーパーリーグやIリーグをはじめとする国内サッカーの大会を主催している。

## 歴史

### 初期
AIFF設立以前、インド国内には国内のサッカー全体を統括するサッカー団体がなく、いくつかの州で州のスポーツを統括する地方協会が設立されていた。西ベンガル州のサッカーを統括するサッカー協会であったインドサッカー協会 (IFA) は実質的に国内全体のサッカーを統括する団体として認識されていた。当時IFAはイングランドのフットボール・アソシエーション (The FA) と提携関係にあり、すべての外国への遠征チームはIFAによって組織されていた。

### AIFFの設立
1937年6月23日、インドのヒマーチャル・プラデーシュ州の州都シムラーのインド軍本部にて、当時サッカーが盛んであった6つの地方のサッカー協会代表者の会合によりAIFFは設立された。歴史的な会合に参加した6つの地方協会はインドサッカー協会 (IFA、ベンガル地方のサッカー統括団体)、軍スポーツ評議会 (ASCB)、アーグラ・アヴァド州、ビハール、北西インドサッカー協会、デリーサッカー協会であった。AIFFが誕生する以前は、インド国内全体を統括するサッカー団体は存在していなかった。しかし、国内最古のサッカー協会であったIFAは国内で最もサッカー人気の高い地域の協会として認識されており、AIFF設立まで実質的に国内のサッカーを統括する団体となっていた。従って、AIFFは1893年に設立されたIFAの仕事を引き継いだ。協会設立以前、イングランド人がIFAの執行委員会のメンバーのほとんどを占めていた。実際、Sobhabazarクラブ出身のKalicharan Mitraが唯一のインド人メンバーであった。ベンガル州でサッカーを持続的に発展させるための合理的な組織はIFAを20世紀前半における国内最高のサッカー団体に押し上げた。IFAはイングランドのフットボール・アソシエーションと提携を結んでおり、IFAはほぼ国内全域にわたるサッカーを統括する団体となっていた。従って、全ての国外への遠征はIFAによって行われるものであり、インドを訪問してコルカタをはじめとするインド国内の都市で試合を希望する外国のチームはIFAと交渉を行なっていた。
国内の州にはそれほど多くのサッカー協会があるわけではなかったが、IFAは国内全体を統括するサッカー協会を創設する必要があると感じていた。IFAが当時存在していた他の州のサッカー協会の代表者を訪問して、1935年にダルバンガーで会議が行われた。会合はIFA会長兼IFA代表の故サントシュのマハーラージャのほか、アッサム州、ビハール州、連合州、デリー、マイソール、ボンベイ州のサッカー協会の代表者が出席して行われた。しかし、この会合は意見の対立から失敗に終わり、IFA代表者であった故SN Banerjeeと故Pankaj Guptaはサントシュのマハーラージャとともに抗議を行い、会合を後にした。
しかし、残った代表者はラージャ・バハードゥル・ダルバンガーとともに全インドサッカー協会 (AIFA) を設立、Rai Bahadur JP Sinhaが名誉秘書となった。IFAと軍スポーツ評議会はこの団体には参加せず、国内の統一サッカー協会設立は暗礁に乗り上げていた。しかし、IFAはこの膠着状態を打破するために当時ASCBの会長であったVHB Majendine准将のいるデリーへとMr Pankaj Guptaを送り込んだ。この会合は1937年3月上旬に開催され、MajendineとGuptaは全インドサッカー連盟を設立するための策定に関する協議を行った。
デリーにおいてGuptaとMajendineの間で行われた会談では、ASCBにより、IFAの3人の代表者とAIFAの3人の代表者による会議が3月下旬までにデリーで開催されるべきであるという結論に達した。
会合は1937年3月27日にニューデリーで開催された。IFAからは故Mr SN Banerjee、Bar-at-Law (1940年にIFA会長となった)、Mr Pankaj Gupta (当時IFA名誉秘書)、Mr HN Nicholls (IFA副会長、その後1939年にIFA会長となった) が参加した。AIFAからはMr Badrul Islam (デリーFA)、HEブランドン (ボンベイFA)、Rai Bahadur JP Sinha (全インドサッカー協会名誉秘書 - AIFA) が出席した。VHB Majendine准将はこの会合の代表者として参加した。この会合においてAIFAを解体し、代わりにIFAから1名、ASCBから2名の代表者を出す形で全インドサッカー連盟 (AIFF) を創設することが決定された。
グプタとブランドンは1937年6月23日にシムラーで行われる連盟設立の式典に向け、委託を受ける形で新たなサッカー連盟の連盟規定の草案作成を行った。この式典では以下の役職人事が決定された。
- 会長: Brigadier VHB Mejendine, DSO (ASCB)
- 名誉秘書: Major A.C. Wilson (ASCB)
- 名誉会計: Pankaj Gupta (IFA)

### 1948年 - 1993年
1937年に結成されて以降、1948年までAIFFは国際サッカー連盟 (FIFA) に加盟せず活動を続けていた。1948年ロンドンオリンピックのサッカー競技にインド代表が出場、初の国際大会出場となった。初の国際大会の試合となったフランス戦では2つのPKを与えて1-2で敗れた。Sarangapani Ramanはインド唯一のゴールを挙げ、これがインドの国際大会における初得点となった。
1950年、インドはFIFAとブラジルサッカー連盟に招待される形でブラジルで開催された1950 FIFAワールドカップ (戦後初のワールドカップ) に出場する予定であった。しかし、インド代表のほとんどの選手が裸足で試合を行なっており、FIFAが靴を履いて試合を行うことを求めたため、インドはワールドカップに出場することはできなかった。1985年には翌年メキシコで開催された1986 FIFAワールドカップの予選に参加したが、1回戦で敗退した。1993年に行われた1994 FIFAワールドカップ・アジア予選以降はすべてのワールドカップ・アジア予選に参加しているが、 まだアジア予選最終予選に進出したことはない。

### 1996年 - 現在
1996年、全インドサッカー連盟はナショナル・フットボールリーグを組織、初の国内全国リーグを結成した。2007年、全インドサッカー連盟はナショナル・フットボールリーグに変わるプロサッカーリーグとしてIリーグを創設することを決断した。
2013年10月21日、2026 FIFAワールドカップにサッカーインド代表を出場させることを目標に、更なるサッカー文化改革の推進を目指して発足したインディアン・スーパーリーグが創設された。なお、Iリーグとは別のリーグである。

## 各州の協会一覧
AIFFの下には合計で30の州のサッカー協会がある。その他、軍や鉄道のスポーツ評議会や女子委員会が加盟している。また、3つの州サッカー協会が加盟申請中である。
| - 全マニプルサッカー協会 - アンダマン・ニコバルサッカー協会 - アーンドラ・プラデーシュサッカー協会 - アルナーチャル・プラデーシュサッカー協会 - アッサムサッカー協会 - ビハールサッカー協会 - チャンディーガルサッカー協会 - チャッティースガルサッカー協会 - ダマン・ディーウサッカー協会 - デリーサッカー協会 - オリッササッカー協会 - ゴアサッカー協会 - グジャラート州サッカー協会 - ハリヤーナーサッカー協会 - ヒマーチャル・プラデーシュサッカー協会 - ジャンムー・カシミールサッカー協会 - ジャールカンドサッカー協会 - カルナータカ州サッカー協会 | - ケーララサッカー協会 - マディヤ・プラデーシュサッカー協会 - メーガーラヤサッカー協会 - ミゾラムサッカー協会 - ナガランドサッカー協会 - ポンディシェリサッカー協会 - パンジャーブサッカー協会 - 鉄道スポーツ促進会 - ラージャスターン州サッカー協会 - 軍スポーツ評議会 - シッキムサッカー協会 - タミル・ナードゥサッカー協会 - インドサッカー協会 (西ベンガル州) - トリプラサッカー協会 - ウッタル・プラデーシュサッカー協会 - ウッタラーカンドサッカー協会 - 西インドサッカー協会 (マハーラーシュトラ州) |

備考
州のサッカー協会は独自の組織、機構を持つ。時に、州のサッカー協会の規定がAIFFの規定と一致しないことがある。州の大きさにより、州のサッカー協会はいくつかの地区サッカー協会を有する。地区のサッカークラブがその地区のサッカー協会に加盟している。小さな州においては、サッカークラブは直接州のサッカー協会へと加盟している。
それぞれの州は独自のサッカー大会を開催している。大会は地区レベルで開催される。また、地区内にもサッカー大会が存在している。州のサッカー協会の活動は州ごとに大きな違いがある。
少数の裕福な州サッカー協会では良い設備を備え多くのスタッフを抱えた事務所を持つ。一方で、事務所に部屋が1つしかなく、協会秘書もしくはその他の協会役員が就業時間に遅れてくるような事務所も存在する。

## 主催大会
AIFF主催の国内大会
- インディアン・スーパーリーグ
- Iリーグ
- フェデレーションカップ
- ドゥランド・カップ
- サントシュ・トロフィー
- IリーグU20
- ドゥッタ・ライ・トロフィー
- BCロイ・トロフィー
- インド女子サッカー選手権

## 役員一覧
- 会長: Praful Patel
- 副会長: Ankur Dutta †
- 秘書: Kushal Das
- テクニカルディレクター: Robert Baan
- アカデミー・インストラクター: Scott O'Donell
- その他役員
  - Venod Sharma †
  - Subrata Dutta  †
  - Hardev Jadeja  ‡
  - Joaquim Alemo ‡
  - Amit. Dev †
  - C.R. Visswanathan ‡
  - Inder Singh †
  - Tempo Bhutia *
  - Rakesh Yadav  *

Key:
† = 全インド競技大会代表
‡ = プレミアリーグ代表
* = フットボールリーグ代表